# De La Soul

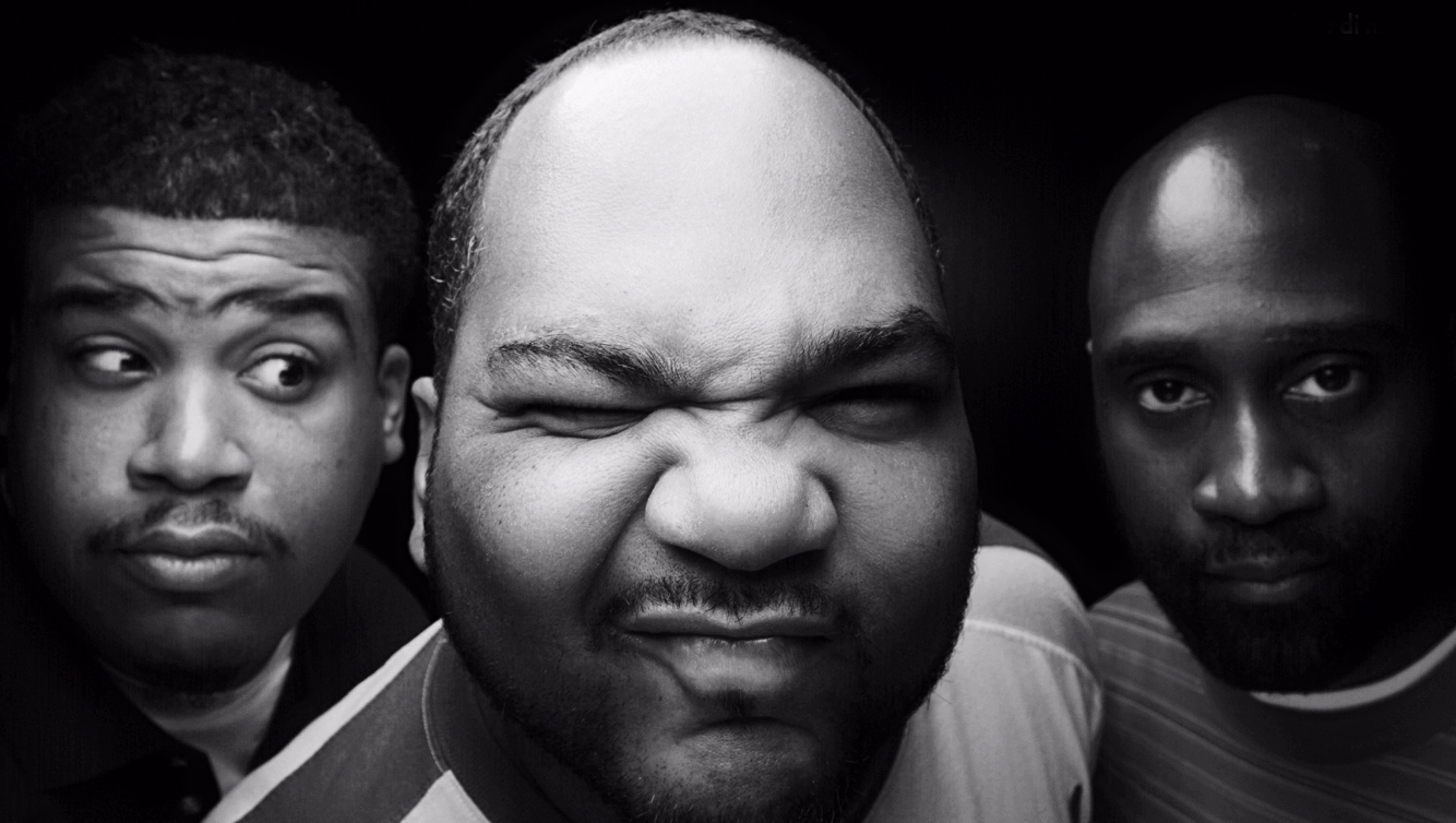
De La Soul

De La Soul是一只美国嘻哈音樂乐队，1988年在纽约州长岛阿米蒂维尔成立。该乐队於1989年推出首张专辑。 2006年，该组合凭借与Gorillaz合作的单曲Feel Good Inc. 获得格莱美奖 。该乐队在1989年至2016年间共发行了九张录音室专辑和一张现场专辑。 